# Wolfgang von Kempelen Preis
Der Wolfgang von Kempelen Preis für Informatikgeschichte ist nach dem Erfinder und Schriftsteller Wolfgang von Kempelen (1734–1804) benannt. Aufgrund seiner zahlreichen Innovationen wie der Verwendung des magnetischen Prinzips für Informationsübertragung oder der mechanischen Sprachgenerierung gilt er als einer der wichtigsten Vorläufer der Informatik.
Die Österreichische Gesellschaft für Informatikgeschichte, die Österreichische Computer Gesellschaft und das Bundesministerium für Verkehr, Innovation und Technologie vergeben den Preis für Informatikgeschichte in den Kategorien Wissenschaft und Kunst. Der Wolfgang von Kempelen Preis ist mit insgesamt 10.000 Euro dotiert und wird alle zwei Jahre im Rahmen des MEDICHI Workshops an der Alpen-Adria-Universität in Klagenfurt vergeben.
In beiden Kategorien werden Arbeiten ausgezeichnet, die sich mit dem Werk bedeutender Informatiker, einer entsprechenden Persönlichkeit oder einem einschlägigen Konzept und mit dem Spannungsfeld Informatik und Gesellschaft kreativ auseinandersetzen. Der Preis wurde 2005 auf Initiative von László Böszörményi, Leiter des Instituts für Informationstechnologie der Universität Klagenfurt, ins Leben gerufen.

## Zielsetzung des Preises
Junge Wissenschaftler und Künstler werden ermutigt, einen Teil ihrer Zeit der Geschichte der Informatik zu widmen. Durch den Preis soll auch die kulturtragende und kulturschaffende Rolle der Informatik einer breiten Öffentlichkeit näher gebracht werden.

### Preisträger 2005
- Kategorie Wissenschaft 2005: „Arbeiten über Konrad Zuse und Geschichte des Computers“, Raúl Rojas und sein Team,
- Kategorie Kunst 2005: „Kurt Gödel und die Mathematische Logik“, Werner DePauli-Schimanovich
- Förderpreis Wissenschaft 2005: „Vision and Reality of Hypertext and Graphical User Interfaces“, Matthias Müller-Prove[1]

### Preisträger 2007
- Kategorie Wissenschaft 2007: „Die Vergangenheit der Zukunft“, Friedrich Genser
- Kategorie Kunst 2007: „Weizenbaum. Rebel at Work.“, Dokumentarfilm von Peter Haas und Silvia Holzinger mit und über Joseph Weizenbaum,[2]